# André Lanata
André Lanata, né le 10 octobre 1961 à Bastia, est un militaire français. Général d'armée aérienne, il est chef d'état-major de l'armée de l'air du 21 septembre 2015 au 30 août 2018, puis commandant suprême allié pour la transformation de l'OTAN du 13 septembre 2018 au 22 septembre 2021.

## Biographie

### Origine et formation
André Lanata est le fils de Vincent Lanata, général d'armée aérienne et chef d'état-major de l'armée de l'air de 1991 à 1994,. Diplômé de l'École de l'air (promotion 1981 Colonel Rossi dit Levallois) et de l'Université d’Aix-Marseille, il est breveté pilote de chasse en 1984.

### Carrière militaire
André Lanata commence sa carrière comme pilote de chasse en 1985 sur Mirage F1CR. Il est d'abord affecté à l'escadron de reconnaissance 1/33 Belfort (1985-1992), puis à l'escadron de reconnaissance 2/33 Savoie, tous deux basés à Strasbourg. En 1993, il rejoint le bureau programmes d’armement de l'état-major de l'Armée de l'air en tant qu'officier rédacteur des programmes de reconnaissance, avant d'intégrer la troisième promotion du Collège interarmées de défense en 1995. De 1996 à 1999, il est second puis commandant de l'escadron de chasse 2/3 Champagne (équipé de Mirage 2000D) sur la base aérienne 133 de Nancy-Ochey.
Ses affections en escadron le conduisent à être déployé en opération à de nombreuses reprises : Épervier au Tchad (1988-1989), Daguet (Irak, 1990-1991), Aconit (Turquie et Irak, 1991-1993), Crécerelle (Bosnie-Herzégovine, 1997), Joint Endeavour (Ex-Yougoslavie, 1997) et Trident (Kosovo, 1999-2000). Il totalise 146 missions de guerre et 3300 heures de vol.
De 2000 à 2004, André Lanata est affecté à l'état-major des armées, d'abord en tant qu'officier rédacteur à la division "Plans-Programmes-Évaluation", puis comme officier de cohérence opérationnelle (OCO) "Préparation". Il prend ensuite le commandement de la base aérienne 188 de Djibouti de 2004 à 2006.
En 2006, il retourne à l'état-major de l'Armée de l'air en tant que sous-chef puis chef du bureau Plans. Puis, promu général de brigade aérienne, il devient directeur adjoint des affaires internationales et stratégiques du Secrétariat général de la Défense et de la Sécurité nationale le 1er septembre 2008.
Nommé général de division aérienne le 1er septembre 2011, il rejoint l'état-major des armées en tant qu'adjoint au sous-chef d'état-major Opérations. Enfin, à compter du 1er septembre 2013, il est élevé aux rang et appellation de général de corps aérien et nommé sous-chef Plans de l'état-major des armées.

### Chef d'état-major de l'Armée de l'air
Le 3 juin 2015, André Lanata est nommé en conseil des ministres chef d'état-major de l'Armée de l'air et élevé aux rang et appellation de général d'armée aérienne à partir du 21 septembre suivant,. Il succède au général Denis Mercier, nommé Commandant suprême allié pour la transformation de l'OTAN.
Il prononce son premier ordre du jour le 21 septembre 2015, après une prise d'arme sur la base aérienne 107 de Villacoublay.
Sous son commandement, l'Armée de l'air est notamment engagée dans les opérations Barkhane au Sahel et Chammal en Irak et en Syrie.

### Commandant suprême allié pour la transformation de l'OTAN
Le 30 août 2018, il quitte ses fonctions de chef d'état-major de l'Armée de l'air. Il est nommé commandant suprême allié pour la transformation de l'OTAN le 13 septembre 2018 pour une durée de trois ans,. Cette nomination, pressentie dès avril 2018, fait de lui le quatrième ex-chef d'état-major de l'Armée de l'air à être nommé à ce poste, après les généraux Stéphane Abrial, Jean-Paul Paloméros et Denis Mercier.
Le général d'armée aérienne Philippe Lavigne, qui lui avait déjà succédé au poste de chef d'état-major de l'Armée de l'air en 2018, prend sa succession le 23 septembre 2021 comme commandant suprême allié pour la transformation.
Il fait son adieu aux armes lors d'une cérémonie présidée par Florence Parly, ministre des Armées, dans la cour d'honneur des Invalides à Paris le 9 novembre 2021.
André Lanata est marié et père de cinq enfants.

## Grades militaires
- 1996 : lieutenant-colonel[20].
- 2000 : colonel[21].
- 2008 : général de brigade aérienne[8].
- 2011 : général de division aérienne[9].
- 2013 : général de corps aérien[10].
- 2015 : général d'armée aérienne[12].

## Distinctions
|  |  |  |
|  |  |  |
|  |  |  |
|  |  |  |
|  |  |  |
|  |  |  |

- Grand officier de la Légion d'honneur en 2018[22] (commandeur en 2015[23], officier en 2005[24], chevalier en 1997[25]).
- Commandeur de l'Ordre national du Mérite en 2012[26].
- Croix de guerre des Théâtres d'opérations extérieurs avec palme et étoile en bronze.
- Croix de la Valeur militaire avec étoile en vermeil.
- Médaille de l'Aéronautique.
- Croix du Combattant.
- Médaille d'Outre-Mer.
- Médaille de la Défense nationale (échelon or).
- Médaille de Reconnaissance de la Nation.
- Médaille commémorative française.
- Médaille de la libération du Koweït (Arabie Saoudite).
- Médaille de la libération du Koweït (Koweït).
- Médaille de l'OTAN pour l'Ex-Yougoslavie.
- Médaille de l'OTAN pour le Kosovo.
- Ordre National du 27 juin 1977 (Djibouti).
- Médaille du mérite de Santos-Dumont (Brésil).